# Välborne herr Tristram Shandy: hans liv och meningar
Välborne herr Tristram Shandy: hans liv och meningar  (originaltitel: The Life and opinions of Tristram Shandy, Gentleman) är en komisk roman av Laurence Sterne. Den publicerades i nio volymer, de två första år 1759, och de övriga under de följande sju åren (del 3 och 4, 1761; del 5 och 6, 1762; del 7 och 8 1765; del 9, 1767).

## Handling

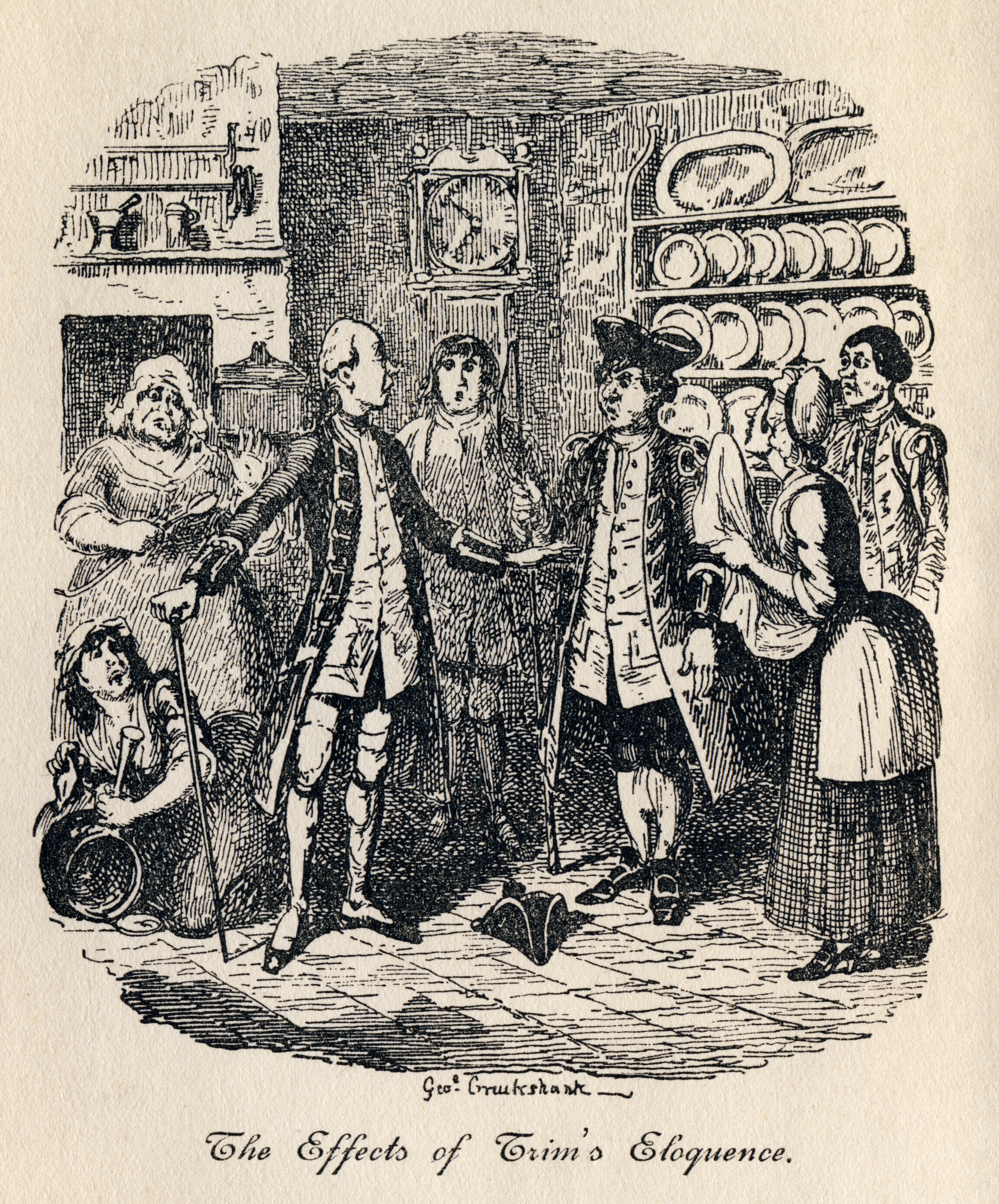
Illustration av George Cruikshank.

Som titeln antyder är boken skenbart Tristrams berättelse om hans livs historia. Men det är ett av romanens centrala skämt att han inte kan förklara något enkelt, att han måste göra omständliga utläggningar för att ge sammanhang och färg till sin berättelse. Detta till den grad att Tristrams egen födelse inte äger rum förrän i romanens tredje del.
Följaktligen är Tristram inte själv huvudpersonen i romanen. De viktigaste och mest framträdande karaktärerna i boken är i stället hans far Walter, hans mor, hans farbror Toby, Tobys tjänare Trim och ett antal andra personer, bland andra kammarjungfrun Susannah och Yorick.
Även om Tristram alltid är närvarande som berättare och kommentator, skildrar boken inte mycket av hans liv. Den mesta av handlingen kretsar kring situationer som orsakar uppståndelse i hemmet eller missförstånd där humor uppstår i motsättningarna mellan den rationelle och något sarkastiske fadern Walter och den milde, okomplicerade, människoälskande farbror Toby.
Mellan dessa händelser gör Tristram utförliga utläggningar om bland annat sexualvanor, förolämpningar, obstetrik, näsans betydelse,  krigföring under belägring och filosofi medan han kämpar för att få ordning sitt material och avsluta historien om sitt liv.

## Influenser
François Rabelais Den store Gargantuas förskräckliga leverne var en stor förebild till Tristram Shandy. Rabelais var Sternes favoritförfattare och han såg sig som dennes arvtagare inom humoristisk litteratur. Romanen är även fylld med anspelningar och hänvisningar till ledande tänkare och författare från 1600- och 1700-talen. Alexander Pope, John Locke och Jonathan Swift hade alla stort inflytande på Sterne. Satirerna av Pope och Swift utgör mycket av humorn i Tristram Shandy, medan Swifts predikningar och Lockes An Essay Concerning Human Understanding bidrog med idéer som Sterne använde sig av i hela romanen. Andra betydande influenser var Robert Burtons The Anatomy of Melancholy och Michel de Montaignes essäer.
Ett mycket stort inflytande märks också från Cervantes. Anspelningar på Cervantes är närvarande i hela romanen. Återkommande referenser till Rosinante, karaktären farbror Toby (som liknar Don Quijote på många sätt) och Sternes egen beskrivning av romangestalternas "Cervantiska humor", samt romanens genretrotsande berättarstil, som mycket liknar den andra delen av Cervantes roman, är alla exempel som visar tydlig påverkan från Cervantes.

## Inflytande
Berättarstilen i Tristram Shandy anses vara en föregångare till modernistiska och postmodernistiska författare som James Joyce, Virginia Woolf, Carlos Fuentes, Milan Kundera och Salman Rushdie.
Romanen är översatt till många språk, en svensk översättning av Thomas Warburton utkom i två delar 1980. En nyare svensk översättning av [[Klas Östergren]] kom 2024 (9789127183407).  Filmen Tristram Shandy, som handlar om ett komiskt försök att filmatisera romanen, hade premiär 2005.

## Galleri

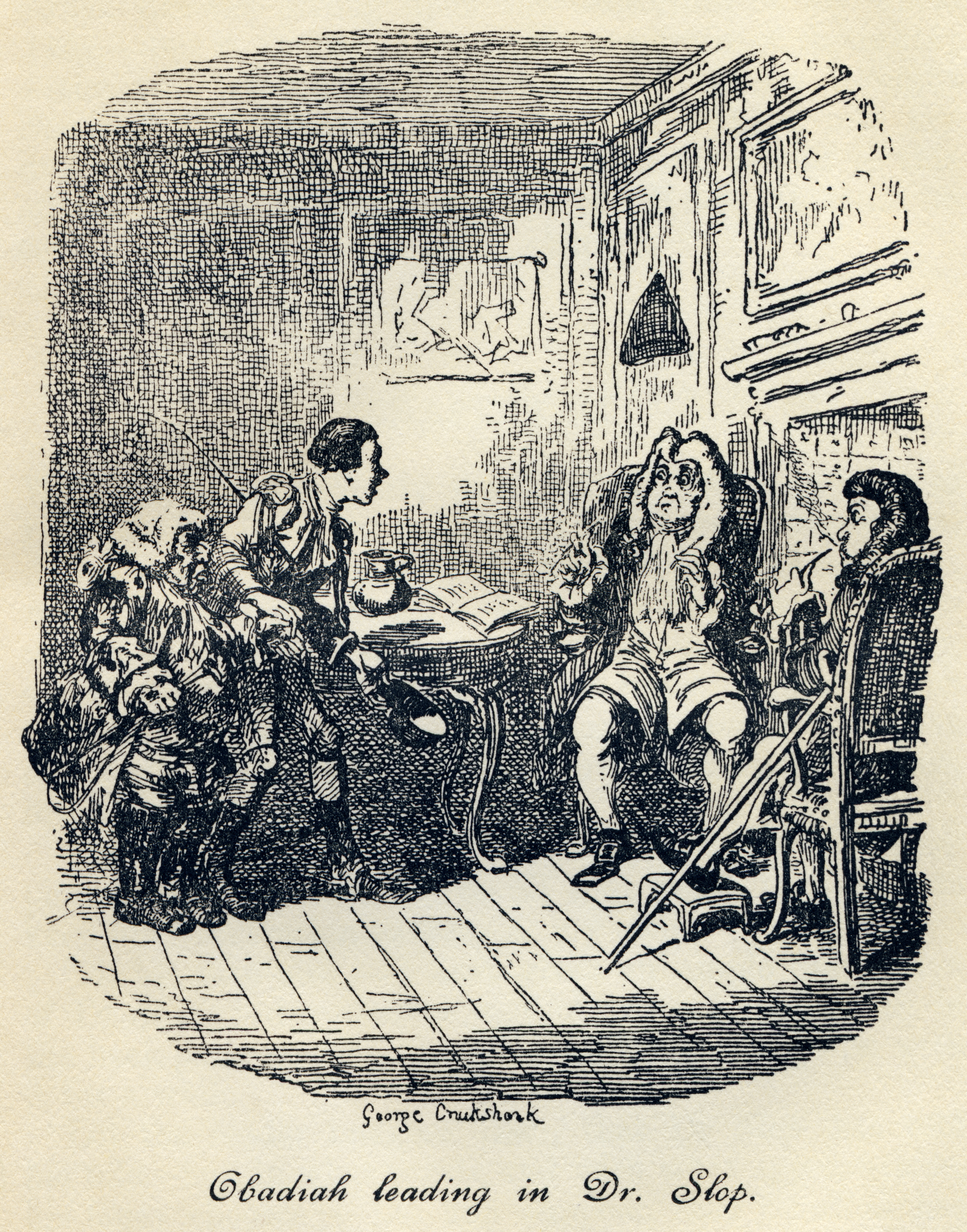
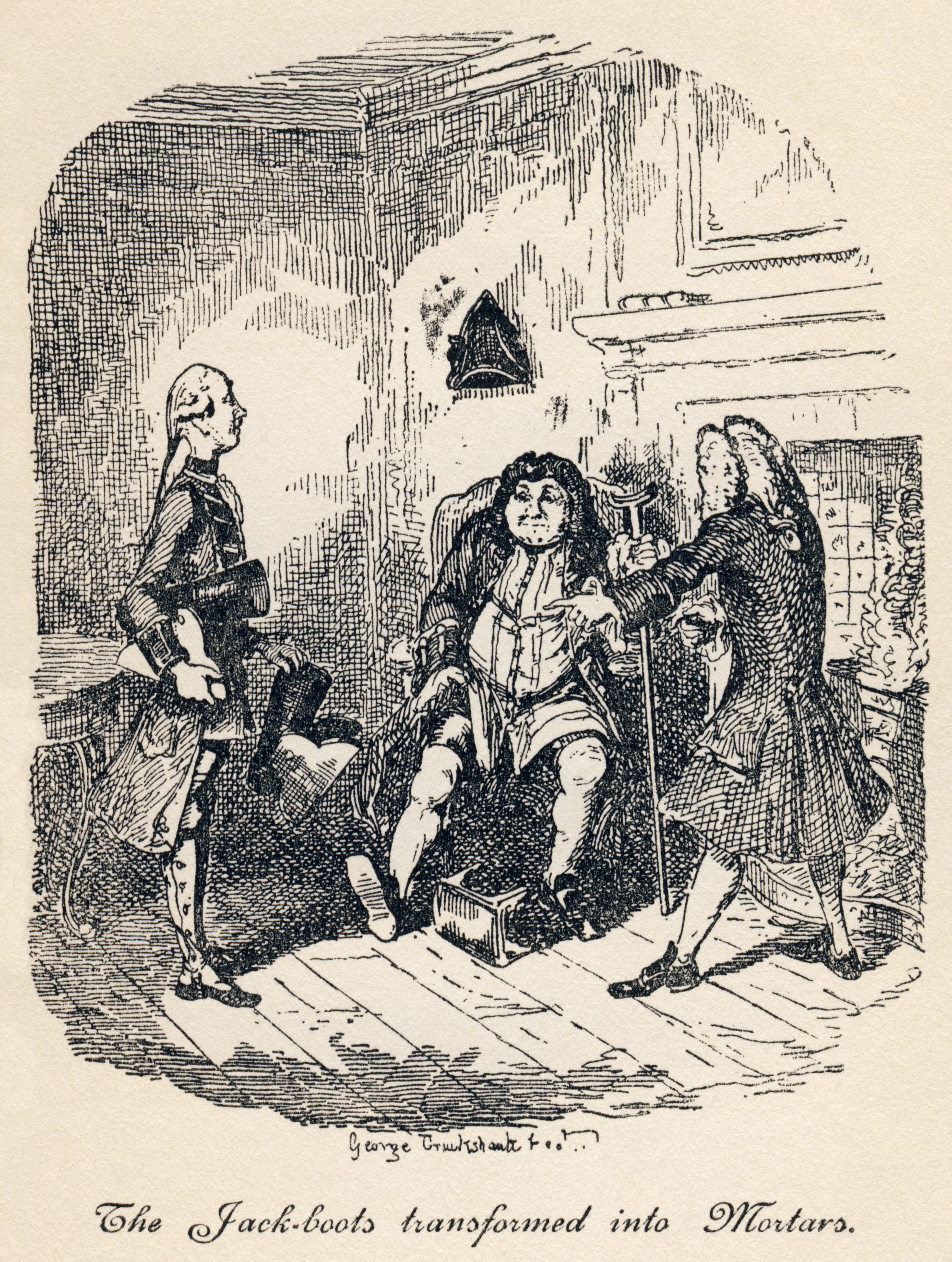
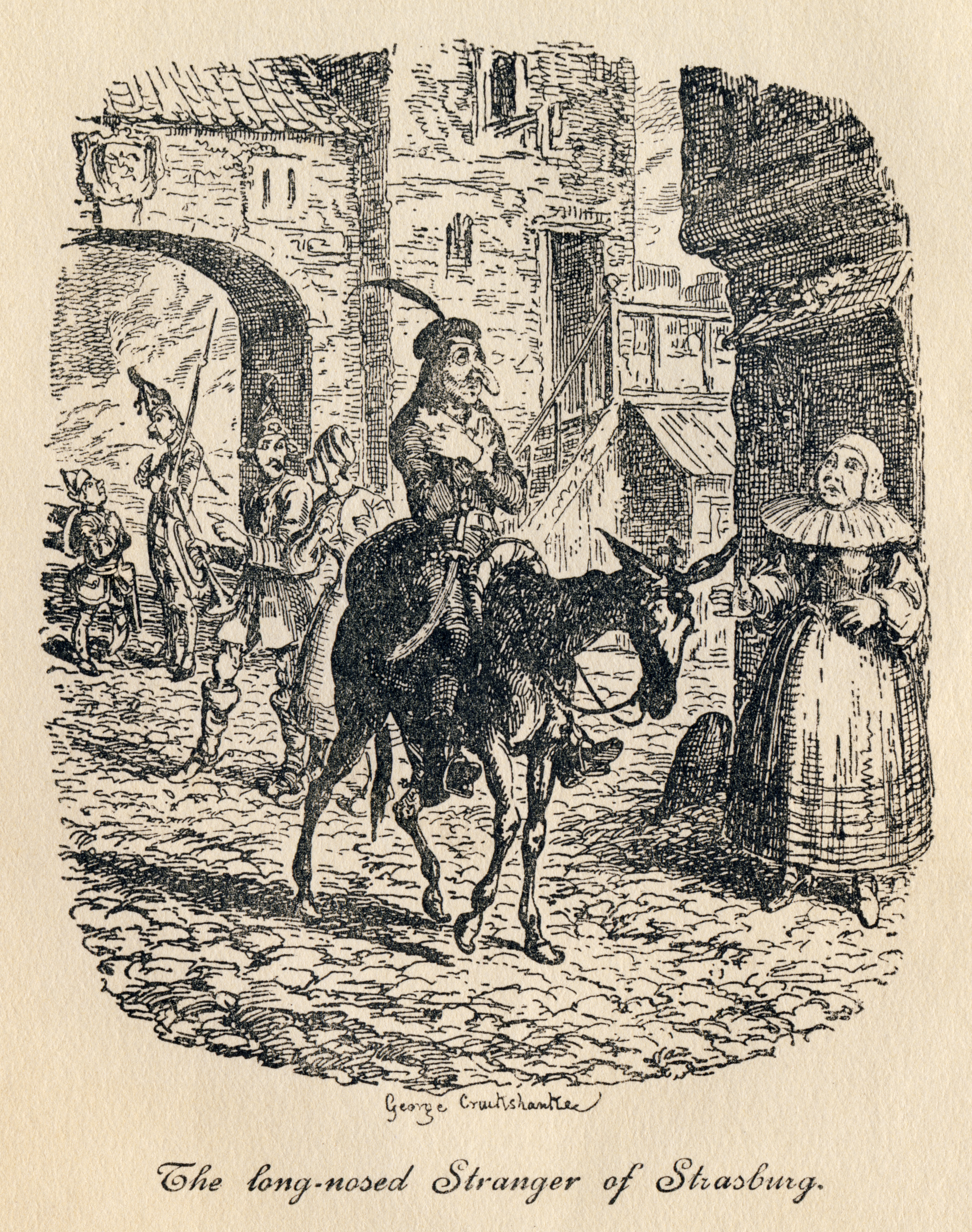
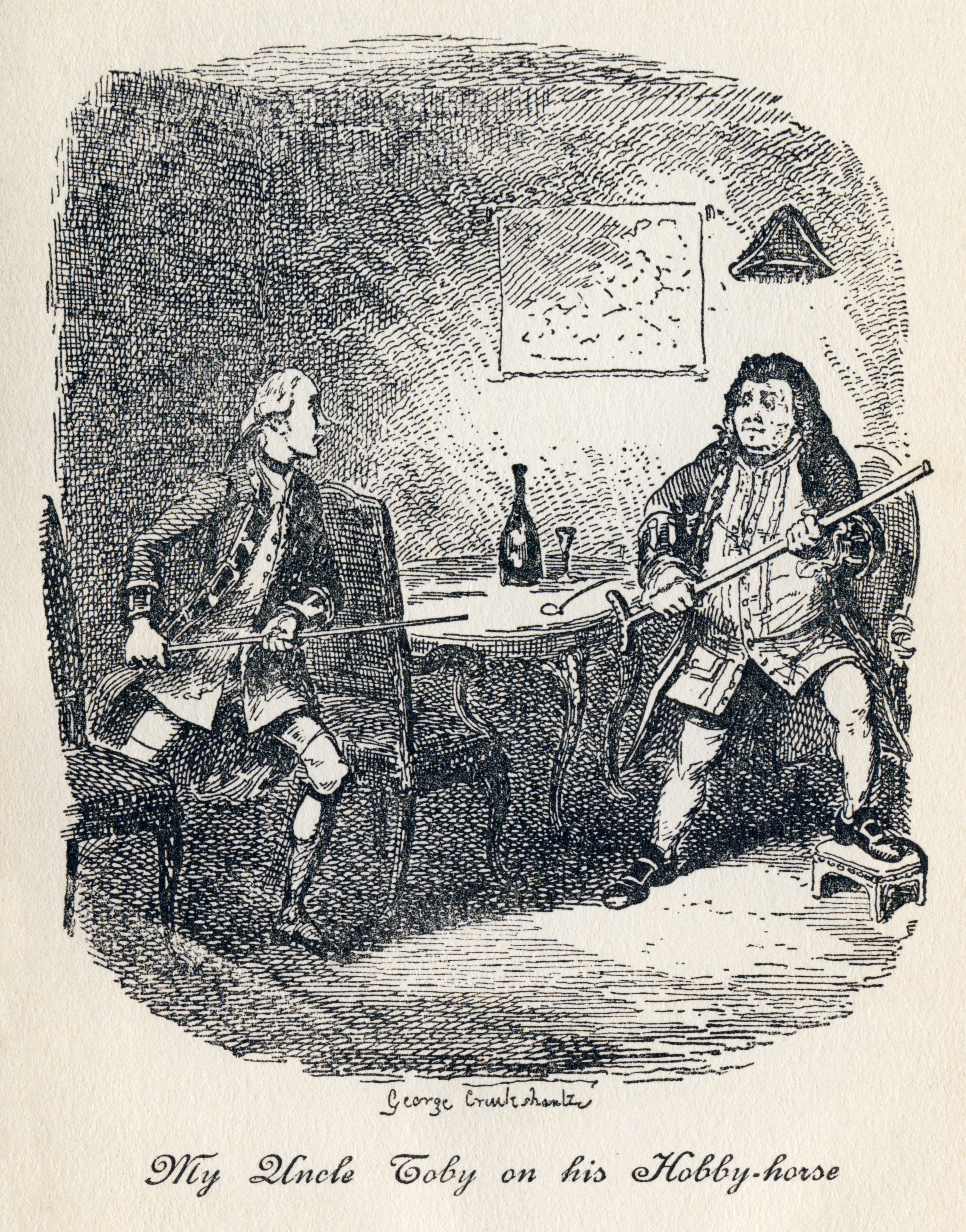
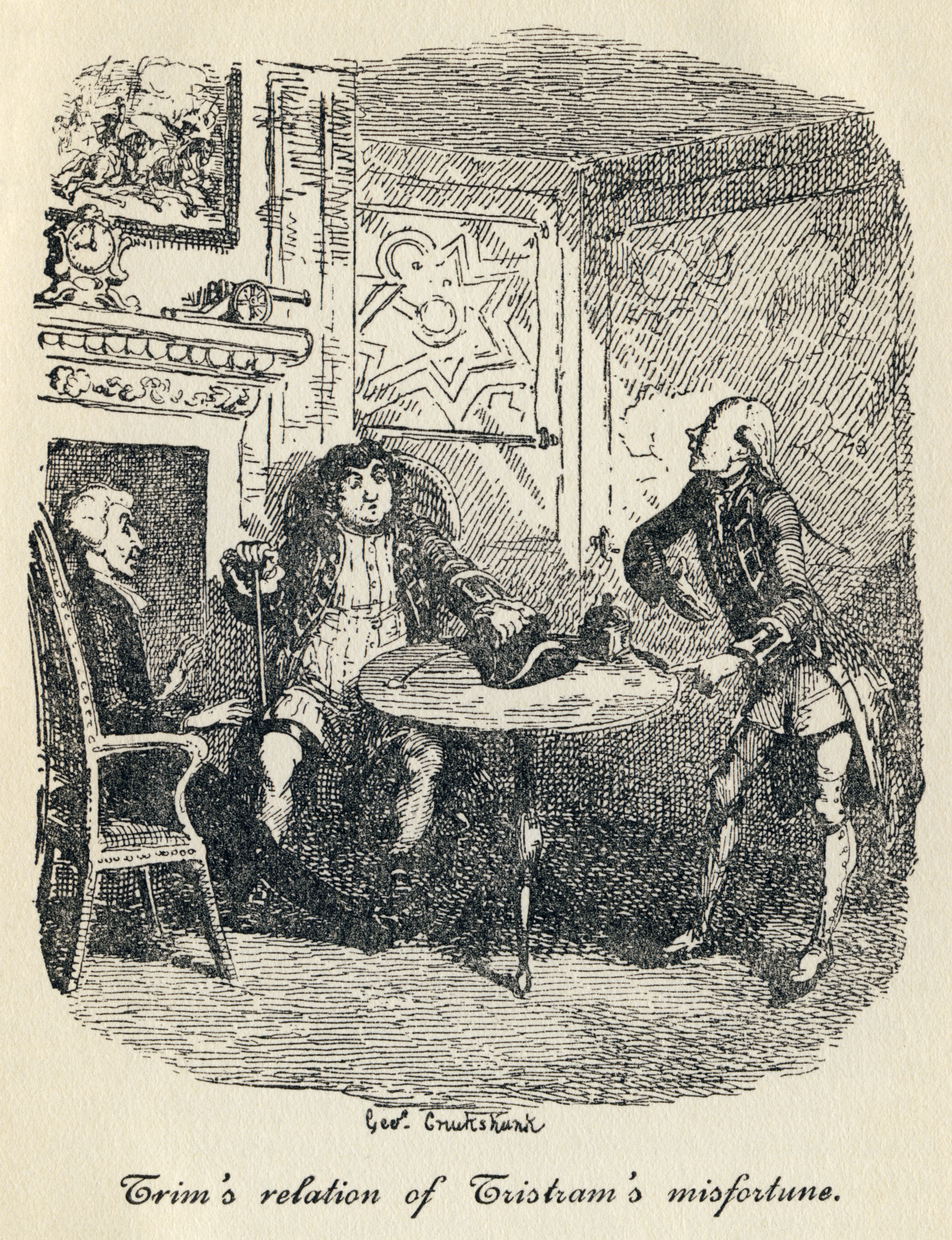
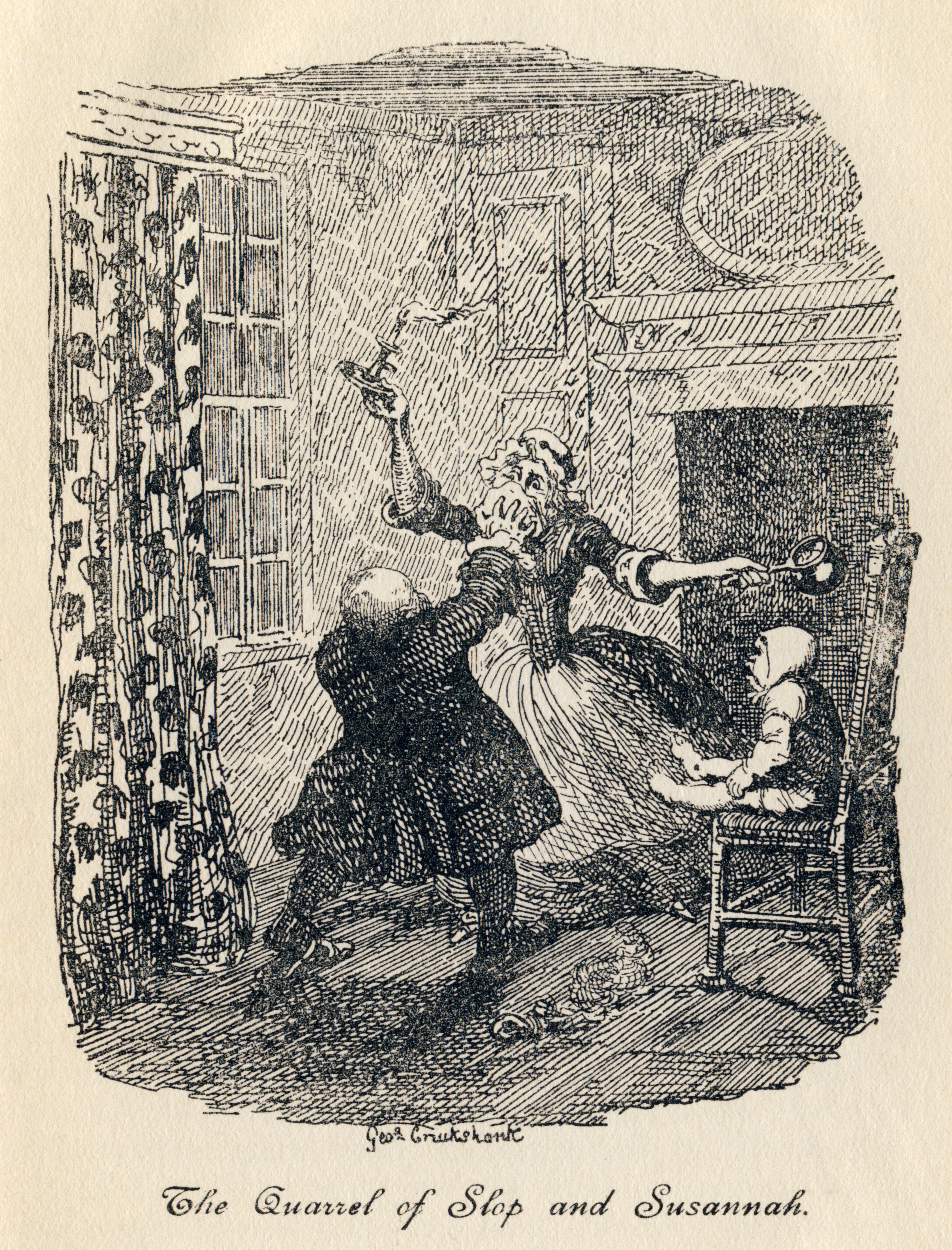
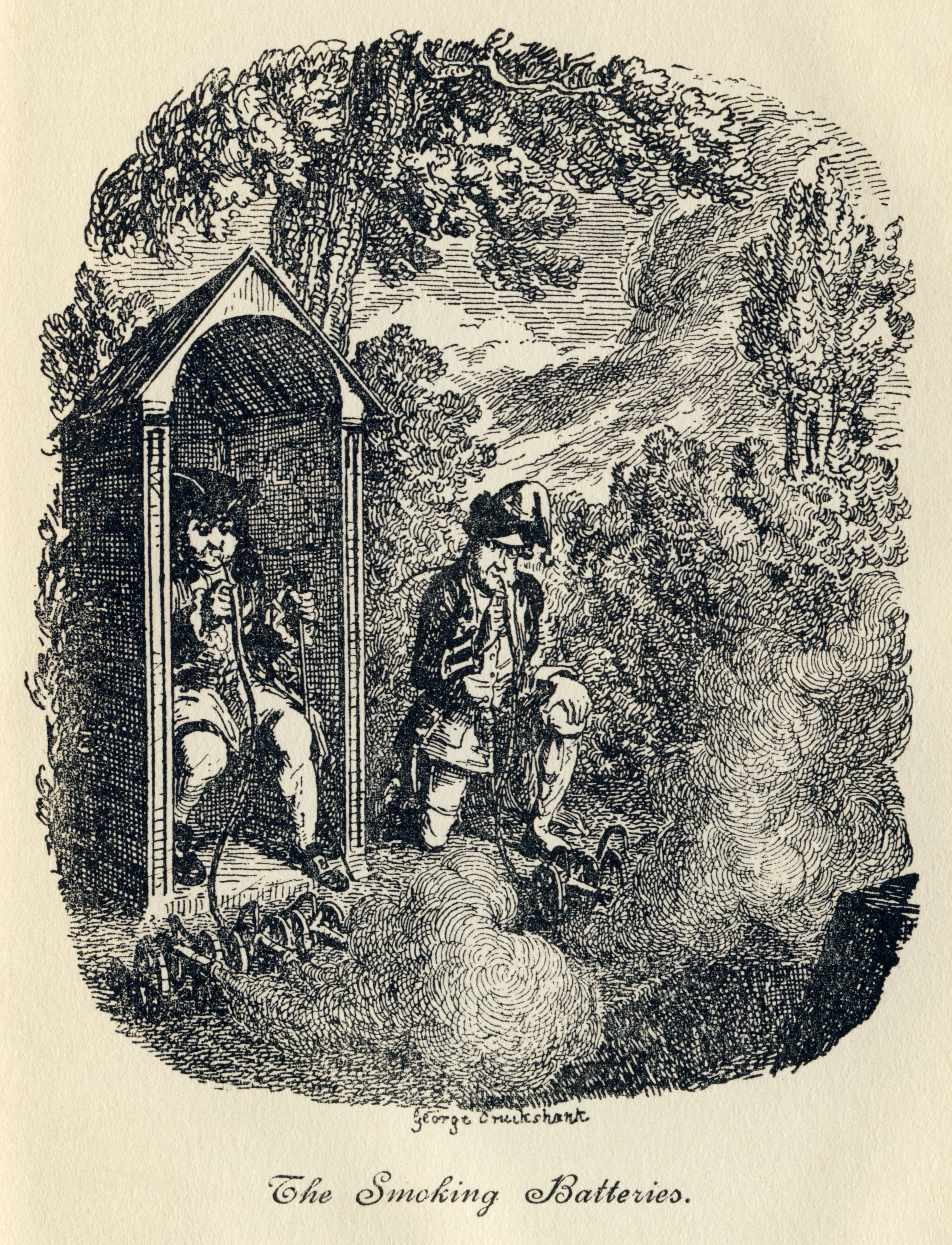

Illustrationer ur romanen av George Cruikshank.